# Supercivilização
Supercivilização é um conceito de classificação de civilizações com base em seu consumo de energia, originalmente relacionado à ficção científica, mas também utilizado por teóricos cientistas.

## Descrição
Estudos recentes principalmente de cientistas russos, notadamente Nikolai Kardashev, estabeleceram as bases concretas e conceituais de uma supercivilização. Uma civilização qualquer, seja ela terrestre ou alienígena, consome energia, assim temos um dado comum a qualquer tipo de civilização e com base nesse dado é possível traçar as características das mesmas. Assim teríamos as civilizações do tipo 0, aquelas que ainda não dominam todos os recursos energéticos do seu planeta, esse seria o caso da Terra. Teríamos também as civilizações do tipo I, aquelas que dominam todos os recursos energéticos do seu planeta, tendo consequentemente uma tecnologia superior a do tipo 0. Prosseguindo, teríamos as civilizações do tipo II, aquelas que dominam os recursos energéticos do seu sistema solar inteiro, essas civilizações "mineram" o seu sol e extraem energia diretamente dele. As civilizações do tipo III seriam as "supercivilizações", pois extraem energia de uma galáxia inteira e possuiriam por conseguinte estruturas socias e tecnológicas avançadíssimas, além de dominarem perfeitamente a tecnologia dos voos espaciais e interestelares.
A classificação baseia-se exclusivamente no consumo de energia dessa civilização e não entra em detalhes sobre o tipo de tecnologia e suas características.